# あなたに降る夢
『あなたに降る夢』（原題: It Could Happen to You）は、1994年にアメリカで製作されたロマンティック・コメディ映画。主演はニコラス・ケイジとブリジット・フォンダ。宝くじに当たった警官とウェイトレスの話で、大幅に脚色されてはいるが、実際にあった出来事を基に製作されている。
本作は1999年にヒンディー語のインド映画『Bade Dilwala』として、2007年にはテルグ語のインド映画『Bahumati』としてリメイクされた。

## ストーリー
ニューヨークのクイーンズ地区で働く警官のチャーリーは正義感が強く、とても優しい人物であった。ある日、彼が相棒の警官とレストランに立ち寄ると、そこで店主にこき使われながらも懸命に働くウェイトレスのイボンヌと出会う。その後、店で食事を終え、仕事に戻ろうとする彼だったが、彼女に払うチップがなく、財布には妻に言われて渋々買った宝くじしかなかった。彼は仕方なく「その宝くじが当たったら、当選金の半額を君に渡す」という約束を彼女と交わすのだった。
その夜、テレビで宝くじの当り番号を確認したチャーリーは驚愕する。なんとあの宝くじが400万ドルもの大金に当たっていたのだ。それを知った彼と妻は狂喜するのだったが、そこで彼はイボンヌとの約束を思い出す。「そんな約束守る必要はない」と妻は猛反対するが、彼は優しい彼女の人柄を信じて、その約束を果たすことにする。そして翌日、彼女に「昨日払えなかったチップを2倍あげるのと、宝くじの半分をあげるのとどちらか選んで。」と言う。すると彼女は無料にしてあげるつもりで「あとの方でいいわ」と答える。そこで彼は宝くじが当たったことを告げ、約束通り半額渡すのだった。
宝くじが当たったことで、チャーリーとイボンヌ二人の生活は激変する。チャーリーはヤンキースタジアムを借り切って近所の子どもたちを招待したり、サプライズで地下鉄の改札で切符を無料で配ったり、同僚の警官ボーにNBAのシーズンチケットをあげたりとささやかに使うのだが、妻はファッションや自宅の改装などに浪費していき、怪しい会計士の儲け話に興味を持つ。彼が友人や社会への親切のつもりで寄付を行えば、妻は「自分が使う分がなくなってしまう」と、彼を激しく責め立てるのだった。一方イボンヌは、カード破産の危機を乗り越えることができ、いじわるな店長からカフェを買い取って自分の店とし、ホームレス用の席を設けて無料のスープを出すなどするが、彼女に借金を背負わせてその後音信不通となっていた夫が再び現れて金を無心するようになってしまった。
ある日宝くじ当選者の船上パーティに招かれた彼らだったが、チャーリーとイボンヌは乗り遅れてしまい、しかたなく近くのレストランで食事をするが、一緒にダンスをしてますます惹かれ合う。やがてチャーリーはふとしたきっかけで妻と口論になってしまい、妻から「もう離婚する、いますぐ出てって」と言われてしまい、ホテルに泊まりに行く。一方イボンヌも元夫から逃れて偶然同じホテルに来てしまい、二人はそこで一夜を共にする。翌日、それがタブロイド紙に報じられてしまい、チャーリーは妻から離婚訴訟を起こされ、チャーリーは裁判で負け、イボンヌにあげた200万ドルも含めてすべて妻に取られてしまう。
チャーリーとイボンヌはほとんど一文無しになってしまうが、ふたりともお金がなくても愛し合っていることを確かめる。そこにホームレスの男がスープをもらいに来て、彼らは快く振る舞ってあげるが、じつはこの男は新聞記者で、翌日の新聞には二人のけなげな愛情物語が記事になる。するとニューヨーク中の人々から少額の寄付の手紙が大量に舞い込み、たった3日で60万ドルものお金が集まる。お金がなければ田舎で暮らそうと言っていた二人だったが、チャーリーは警官に復帰し、イボンヌは店を手放さずに済んで二人は幸せに暮らす。ちなみにイボンヌの元夫はタクシー運転手になり、チャーリーの元妻は怪しい会計士と一緒になるが、お金をすべて持ち逃げされてしまう。

## キャスト
| 役名                   | 俳優                       | 日本語吹替 |
| ---------------------- | -------------------------- | ---------- |
| チャーリー・ラング     | ニコラス・ケイジ           | 江原正士   |
| イボンヌ・ビアシ       | ブリジット・フォンダ       | 井上喜久子 |
| ミュリエル・ラング     | ロージー・ペレス           | 久本雅美   |
| ボー・ウィリアムズ     | ウェンデル・ピアース       | 辻親八     |
| エンジェル・デュプリー | アイザック・ヘイズ         | 池田勝     |
| ヘス                   | ヴィクター・ロージャス     | 亀井芳子   |
| ジャック・グロス       | シーモア・カッセル         | 塚田正昭   |
| エディ・ビアジ         | スタンリー・トゥッチ       | 小室正幸   |
| サル・ボンテンポ       | J・E・フリーマン           | 稲葉実     |
| ウォルター・ザクト     | レッド・バトンズ           | 石森達幸   |
| C・ヴァーノン・ヘイル  | リチャード・ジェンキンス   | 有本欽隆   |
| 判事                   | ベアトリス・ウィンド       | 定岡小百合 |
| 破産判事               | マーウィン・ゴールドスミス | 島香裕     |
| キャロル               | アン・ダウド               | 叶木翔子   |
| サン                   | ケイ・トン・リム           | 田原アルノ |
| パテル氏               | ランジット・チョウドリー   | 石井康嗣   |
| ミュリエルの客         | クローディア・シーア       | 田中敦子   |

- その他の声の吹き替え：榎本智恵子／鈴鹿千春／チョー／小山武宏／大川透／氷上恭子

## スタッフ
- 監督：アンドリュー・バーグマン
- 製作：マイク・ロベル
- 製作総指揮：ゲイリー・アデルソン、クレイグ・ボームガーテン、ジョセフ・ハートウィック
- 脚本：ジェーン・アンダーソン
- 撮影：キャレブ・デシャネル
- 音楽：カーター・バーウェル

## 作品の元になった実話
1984年、フィリス・ペンゾは、ニューヨーク州ヨンカーズの警察官がよく利用するピザ屋でウェイトレスをしていた。その年の3月、常連客でペンゾの長年の友人であるロバート・カニンガム巡査は、チップを渡す代わりに、6つの数字のうち3つを選んで宝くじを2人で分けようと提案した。ペンゾーはこれを承諾し、その後彼女はそのことを忘れていたが、カニンガムはこのチケットで600万ドルの賞金が出たことを知ると、口約束を守り、ペンゾーと均等に金を分けたのだった。
以上の実話が多少関連していることを除けば本作はまったくのフィクションであり、登場人物の背景や宝くじ当選後の出来事はペンゾとカニンガムの実際とは似ても似つかないものである。そのため、ペンゾもカニンガムもこの映画を許可する必要はなく、その収益からロイヤリティを得ることもなかった。映画のエンディングには、「この映画は実際の出来事から着想を得ているが、制作当時ペンゾとカニンガムの両氏はそれぞれの配偶者と幸せに暮らしていた」という免責事項が記載されている。

## 評価
レビュー・アグリゲーターのRotten Tomatoesでは35件のレビューで支持率は71%、平均点は6.20/10となった。Metacriticでは21件のレビューを基に加重平均値が64/100となった。